# Ефективний розмір популяції
При дослідженні дії генетичного дрейфу передбачається цілком певна чисельність популяції. При конкретних екологічних дослідженнях (наприклад, тих, що стосуються обмеженості таких ресурсів як їжа і світло), для вимірювання чисельності популяції підходить загальне число індивідів на території, або цензове число. Для багатьох організмів, які ведуть прихований спосіб життя або таких, за якими важко вести спостереження, дуже важко точно оцінити чисельність всіх особин в популяції. В результаті, популяційні екологи детально досліджують методи розрахунку або оцінки кількості індивідів в популяції або популяційної щільності;
Однак для еволюції, в першу чергу, має значення кількість особин, що розмножуються, а не їх цензове число. Ці два виміри розміру популяції можуть дуже різнитися, тому що частина популяції, яка розмножується, може складати тільки малу частку від усієї кількості індивідів в популяції. Наприклад, у дерев, ссавців і інших організмів, які дозрівають тільки після тривалого ювенільного періоду, більша частина популяції знаходиться в дорепродуктивній фазі. У людей і деяких інших хребетних існує також значна частка особин в пострепродуктивному періоді. Іноді можна оцінити чисельність популяції, що розмножується, з достатнім ступенем точності, з огляду на такі індикатори репродуктивної активності, як гніздування і розмір кладки у птахів, чисельність колоній у тварин або кількість квітучих рослин в популяції.
Чисельність частини популяції, що розмножується, може не відображати розмір популяції, але цей параметр цілком підходить для еволюційних досліджень. Крім того, важливі такі чинники, як мінливість у співвідношенні статей особин, що розмножуються, кількість нащадків на одну особину, кількість індивідів, що розмножуються, в різних поколіннях і тип розмноження. Всі ці фактори можуть впливати на генетичний вклад у наступне покоління, і загальна оцінка популяції, що розмножується, не бере їх до уваги. Еволюційні процеси, що протікають в популяціях з обмеженою чисельністю, дозволяють дослідити модель ідеальної популяції. Ідеальну популяцію чисельністю N, в якій всі батьки рівноймовірно можуть бути батьками будь-якої особини в потомстві, можна розглядати з позицій ефективного розміру популяції. Іншими словами, гамети вибираються випадково від всіх особин, що розмножуються, і ймовірність кожної дорослої особини продукувати певну гамету дорівнює 1/N (N - кількість особин, що розмножуються). Ця базова модель передбачає, що диплоїдні організми дають і чоловічі, і жіночі гамети, тобто існує можливість самозапліднення.
В такому випадку, якщо N велике, то розподіл числа нащадків (гамет) на батька (к) прагне до розподілу Пуассона:
{\displaystyle Pr(X=k)={\frac {\lambda ^{k}}{k!}}\,e^{-\lambda }}, {\displaystyle k\in \mathbb {N} _{0}},
де к - середнє число нащадків на батька, Np*. Припустимо, що в середньому у кожного батька по два нащадки (к = 2, тому що р* = 2/N), як було б у популяції, чисельність якої не змінюється. Тоді ймовірність, що даний індивід не має потомства (к = 0) дорівнює е-2 = 0,135, ймовірність мати одного нащадка 2е-2 = 0,270, двох нащадків - 0,270, трьох нащадків - 0,18 і т.д. Важливо, що при розподілі Пуассона середнє число нащадків (к) і варіанса числа нащадків V(к), рівні. Для визначення ефективного розміру популяції використовуються 3 характеристики: інбридинг, варіанса і власна величина ефективного розміру популяції. Ефективний розмір інбридингу пов'язує покоління інбридингу в даній популяції і в ідеальній популяції; варіанса ефективного розміру пов'язує зростання алельних частоти в даній популяції і в ідеальній популяції; власна величина ефективного розміру пов'язує втрату гетерозиготності в даній популяції і в ідеальній популяції. Іншими словами, ефективний розмір популяції - це розмір ідеалізованої популяції, в якій є ті ж рівень інбридингу, варіанса алельних частоти і втрата гетерозиготності, як і в досліджуваній популяції. Різні типи ефективного розміру популяції, загалом, або ідентичні, або досить подібні (якщо чисельність такої популяції незмінна). При деяких умовах (наприклад, чисельність популяції збільшується або зменшується) рівень інбридингу і варіанси в такій популяції можуть дуже змінюватися.